# Motukehua Island
Motukehua Island, auch Nops Island genannt, ist eine Insel vor der Ostküste der Region Northland im Norden der Nordinsel von Neuseeland.

## Geographie
Die mehrteilige Felseninsel Motukehua Island befindet sich in der Whangaruru Bay, rund 2,3 km südlich des Hafenausgangs des Whangaruru Harbour und rund 35 km nördlich von Whangārei. Die Felsen erstrecken sich über eine Länge von rund 530 m in Nordwest-Südost-Richtung und eine maximale Breite von rund 270 m in Südwest-Nordost-Richtung. Dabei beanspruchen sie eine Fläche von rund 6,5 Hektar. Die Felseninsel liegt lediglich 420 m vom Strand der Ostküste von Northland entfernt. Die Höhe der beiden Hauptteile der Felseninsel beträgt jeweils rund 40 m.